# High Score: Złota era gier
High Score: Złota era gier (ang. High Score) – amerykański serial dokumentalny stworzony przez France Costrel, opowiadający o twórcach i producentach wczesnych gier komputerowych. Jego premiera miała miejsce 19 sierpnia 2020 roku na Netfliksie.

## Opis
Serial składa się z serii wywiadów z twórcami i producentami gier komputerowych z lat 80. i początku 90. Towarzyszą im animowane segmenty stworzone w stylu pixelartowym, podobnym do grafiki gier z tamtego okresu. W takim samym stylu utrzymana jest również czołówka serialu, zawierająca liczne odniesienia do starszych gier, której towarzyszy utwór australijskiego synthwave’owego zespołu Power Glove. Narratorem High Score: Złotej ery gier w wersji oryginalnej jest Charles Martinet, udzielający głosu Mariowi w anglojęzycznym dubbingu do gier z tą postacią.

## Produkcja
France Costrel – dorastająca we Francji, ale mająca amerykańskich znajomych – stwierdziła, że inspiracją do stworzenia serialu był fakt, że gry komputerowe „stanowią uniwersalny język”. Wcześniej była showrunnerką innego dokumentu studia Great Big Story poświęconego historii gier, 8-Bit Legacy: The Curious History of Video Games, jednak jej zdaniem historię branży omówiono w nim tylko częściowo. Z pomocą znajomych, Melissy Wood i twórców serialu Dark Net, stworzyła projekt serialu, który przedstawiła Netfliksowi. Jej zamysłem było odejście od schematu większości dokumentów poświęconych grom, koncentrujących się głównie na samych grach, żeby zamiast tego opowiedzieć o producentach, twórcach i graczach oraz ich kreatywności. Postanowiła nie opowiadać pełnej historii gier komputerowych, zamiast tego ograniczając się do nadrzędnych i spójnych opowieści z określonych okresów. Według Costrel i Wood, najsensowniejszym sposobem było rozpoczęcie serialu w czasach świetności automatów do gier i początkach konsol domowych, a zakończenie go wraz z nastaniem ery gier z grafiką trójwymiarową, co miało „stanowić naturalne zakończenie, nowy rodzaj kamienia milowego w historii gier”.
Według Costrel, kiedy zbierano materiał do serialu, większość firm zajmujących się grami komputerowymi była otwarta na współpracę, zaś część twórców – chociaż nie jest już związana z branżą komputerową – również wyraziła chęć opowiedzenia swoich historii. Na potrzeby serialu nakręcono około dwudziestu godzin materiału, jednak ponieważ umowa z Netfliksem opiewała na sześć odcinków, całość postanowiono skrócić tak, żeby zainteresować wszystkich graczy, a nie tylko najbardziej zatwardziałych.
Jedną z gier omawianych w serialu była GayBlade stworzona przez Ryana Besta, uważana za pierwszą komputerową grę fabularną o tematyce LGBT. Kopie gry i jej kod źródłowy zaginęły na początku lat 90., a Best od pewnego czasu prowadził ich poszukiwania. W dniu premiery serialu poinformowano, że działająca kopia gry odnalazła się w berlińskim Schwules Museum i przekazana twórcy. Następnie gra została opublikowana w Internet Archive oraz umożliwiono jej pobranie.
Costrel, obok Williama Acksa, Sama LaCroix i Melissy Wood, była reżyserem serialu. Cała czwórka, wraz z Courtney Coupe, pełniła też funkcję producentów wykonawczych.

## Odbiór
Serial spotkał się z pozytywnym przyjęciem dziennikarzy powiązanych z branżą gier komputerowych. Serwis GameSpot określił ją mianem „przyśpieszonego kursu wiedzy na temat złotej ery gier, pełnego ciekawych wywiadów, świetnie napisanego i – co najważniejsze – z inspirującym i inkluzyjnym przesłaniem”. Według recenzenta strony Slashfilm, przedstawiona w High Score: Złotej erze gier historia jest „jedną z najbardziej eleganckich i satysfakcjonujących historycznych relacji na temat pierwszych dziesięcioleci gier komputerowych, nawet jeśli nie stanowi ona ostatecznego i wyczerpującego zestawienia wzlotów i upadków całej branży”. W recenzji magazynu „The Hollywood Reporter” uznano, że serial „jest daleki od najlepszego czy najbardziej merytorycznego dokumentu Netfliksa – często jest dość powierzchowny i pełny dziur – ale pod względem przyjemności jego pochłaniania, przy sześciu odcinkach, z których żaden nie trwa dłużej niż 47 minut, znajduje się w czołówce. Serial jest lekki, zabawny i pełny interesujących ciekawostek, a do tego nie boi się schodzić z utartej ścieżki”.
Serwis Ars Technica porównał serial do swojej własnej serii filmów dokumentalnych War Stories, uznając go za solidne spojrzenie na tę erę gier komputerowych, stwierdzając jednocześnie, że w High Score: Złotej erze gier pominięto pewne istotne tytuły, takie jak chociażby Tetris. Strona The A.V. Club była bardziej krytyczna wobec sposobu prowadzenia narracji, który recenzent uznał za chaotyczny, chwaliła jednak przeprowadzenie wywiadów z mniej znanymi twórcami: „Te osobiste i często nieoczekiwane historie są bez wątpienia najjaśniejszymi punktami serialu, a momentami jedynym, co chroni go przed zmianą w historię gier komputerowych przedstawianą w szkołach”. Slate skrytykowało serial za pominięcie niektórych równie ważnych twórców i serii, np. Wizardry, podczas gdy sporą część odcinka poświęcono Ultimie, jak również za niepowoływanie się na analogie do współczesnej branży, chociażby w postaci obowiązkowych nadgodzin. Recenzent serwisu The Verge pochwalił serial za przedstawienie postaci niedostatecznie reprezentowanych w branży, takich jak Heineman, Lawson i Best, uznając jednocześnie, że przedstawiono ich jako osoby „przesuwające granice”, nie zaprezentowano jednak realistycznych warunków panujących wtedy w branży gier komputerowych, z których część trapi ją do dzisiaj.

## Odcinki
| Nr | Tytuł oryginalny | Tytuł polski            | Premiera         |
| --- | ---------------- | ----------------------- | ---------------- |
| 1 | Boom & Bust      | Boom i spadek           | 19 sierpnia 2020 |
| Odcinek koncentruje się na czasach boomu na automaty do gier oraz narodzin domowych konsol do grania – od końca lat 70. do zapaści rynku gier w 1983 roku. W odcinku wypowiadają się Tomohiro Nishikado, twórca Space Invaders; Rebecca Heineman, zwyciężczyni pierwszych amerykańskich mistrzostw w Space Invaders; Doug Macrae, Steve Golson i Mike Horowitz z firmy General Computer Corporation, opracowującej modyfikacje do gier na automaty; Tōru Iwatani, twórca Pac-Mana; Nolan Bushnell, współzałożyciel Atari; Karen i Anderson Lawsonowie, dzieci Jerry’ego Lawsona – twórcy wymiennych cartridge’y z grami; Howard Scott Warshaw, twórca gry E.T. the Extra-Terrestrial.                  |                  |                         |                  |
| 2 | Comeback Kid     | Wielki powrót           | 19 sierpnia 2020 |
| Przedstawia historię Nintendo, które po zapaści w 1983 roku próbuje przebić się w Stanach Zjednoczonych z Donkey Kongiem i konsolą Nintendo Entertainment System. Opisuje również pracę konsultantów w Nintendo Game Play oraz powstanie miesięcznika „Nintendo Power”. Wypowiadają się Hirokazu Tanaka, kompozytor do gier Nintedo; Gail Tilden, dyrektor ds. marketingu Nintendo of America; Jeff Hansen, zwycięzca Nintendo World Championship; Shaun Bloom, jeden z konsultantów Game Play; Jon Kirby, adwokat reprezentujący Nintendo przeciwko wytwórni Universal w sprawie dotyczącej naruszenia praw autorskich do King Konga. Odcinek zadedykowany został Kirby’emu, który zmarł w 2019 roku. |                  |                         |                  |
| 3 | Role Players     | Gra z podziałem na role | 19 sierpnia 2020 |
| Historia gier przygodowych i komputerowych gier fabularnych (RPG), od tekstowych przygodówek typu Colossal Cave Adventure, do gier operujących bardzo prostą grafiką, jak Mystery House i seria Ultima, i konsolowych gier fabularnych, jak seria Final Fantasy. Wypowiadają się Roberta i Ken Williamsowie, twórcy Mystery House; Richard Garriott, twórca serii Ultima; Yoshitaka Amano, rysownik serii Final Fantasy; Ryan Best, twórca pierwszej fabularnej gry komputerowej z motywami LGBT GayBlade. |                  |                         |                  |
| 4 | This is War      | A więc wojna!           | 19 sierpnia 2020 |
| Opisuje „wojnę konsol” w USA pomiędzy mającym pozycję lidera Nintendo a Segą, próbującą zdeklasować konkurenta konsolą Sega Genesis oraz grami Sonic the Hedgehog i John Madden Football. Wypowiadają się Tom Kalinske, prezes Sega of America; Hirokazu Yasuhara, projektant rozgrywki Sonica; Naoto Ōshima, twórca postaci Sonica; Trip Hawkins, założyciel Electronic Arts; Joe Ybarra, twórca John Madden Football; Gordon Bellamy, współtwórca gry Madden NFL ‘95, walczący o wprowadzenie Murzynów do serii Madden. |                  |                         |                  |
| 5 | Fight!           | Bijatyka                | 19 sierpnia 2020 |
| Opisuje powstanie bijatyk, w tym m.in. Street Fighter II i Mortal Kombat, dających podwaliny pod współczesny e-sport. Porusza również temat kontrowersji wokół Mortal Kombat i Night Trap, które w 1993 roku zainteresowały Kongres Stanów Zjednoczonych i doprowadziły do powstania Entertainment Software Rating Board (ESRB). Wypowiadają się Akira Nishitani i Akira Yasuda, projektanci Street Fighter II; John Tobias, współtwórca serii Mortal Kombat; Takahiro Nakano, zwycięzca japońskiego turnieju Street Fighter II w 1993 roku i właściciel drużyny esportowej Nakano Sagat; Jim Riley, twórca gry Night Trap.                                                                            |                  |                         |                  |
| 6 | Level Up         | Poziom wyżej            | 19 sierpnia 2020 |
| Opisuje przejście z grafiki dwuwymiarowej do trójwymiarowej oraz narodziny rozgrywek wieloosobowych. Wypowiadają się John Romero, twórca Doom; Dylan Cuthbert i Giles Goddard, współtwórcy Star Fox; Nolan Bushnell na temat tego, jak Spacewar! zainspirowało Ponga. |                  |                         |                  |